# Царицынка
Царицынка — деревня в Первомайском районе Томской области России. Входит в состав Сергеевского сельского поселения. Население 55 чел. (2021) .

## История
Основана в 1901 г. В 1926 году состояла из 101 хозяйства, основное население — русские. В составе Сергеевского сельсовета Зачулымского района Томского округа Сибирского края.
Согласно Закону Томской области от 10 сентября 2004 года № 204-ОЗ  селение вошло в состав Сергеевского сельского поселения.

## Население
| 1926 | 2002 | 2010 | 2012 | 2013 | 2014 | 2015 |
| ---- | ---- | ---- | ---- | ---- | ---- | ---- |
| 532  | ↘71  | ↘63  | ↗68  | ↗70  | →70  | ↘60  |
| 2021 |      |      |      |      |      |      |
| ↘55  |      |      |      |      |      |      |